# Malaitauggla
Malaitauggla (Athene malaitae) är en fågel i familjen ugglor inom ordningen ugglefåglar.

## Utbredning och systematik
Fågeln förekommer enbart på ön Malaita i södra Salomonöarna. Den behandlades tidigare som underart till salomonugglan men urskiljs allt oftare som egen art.

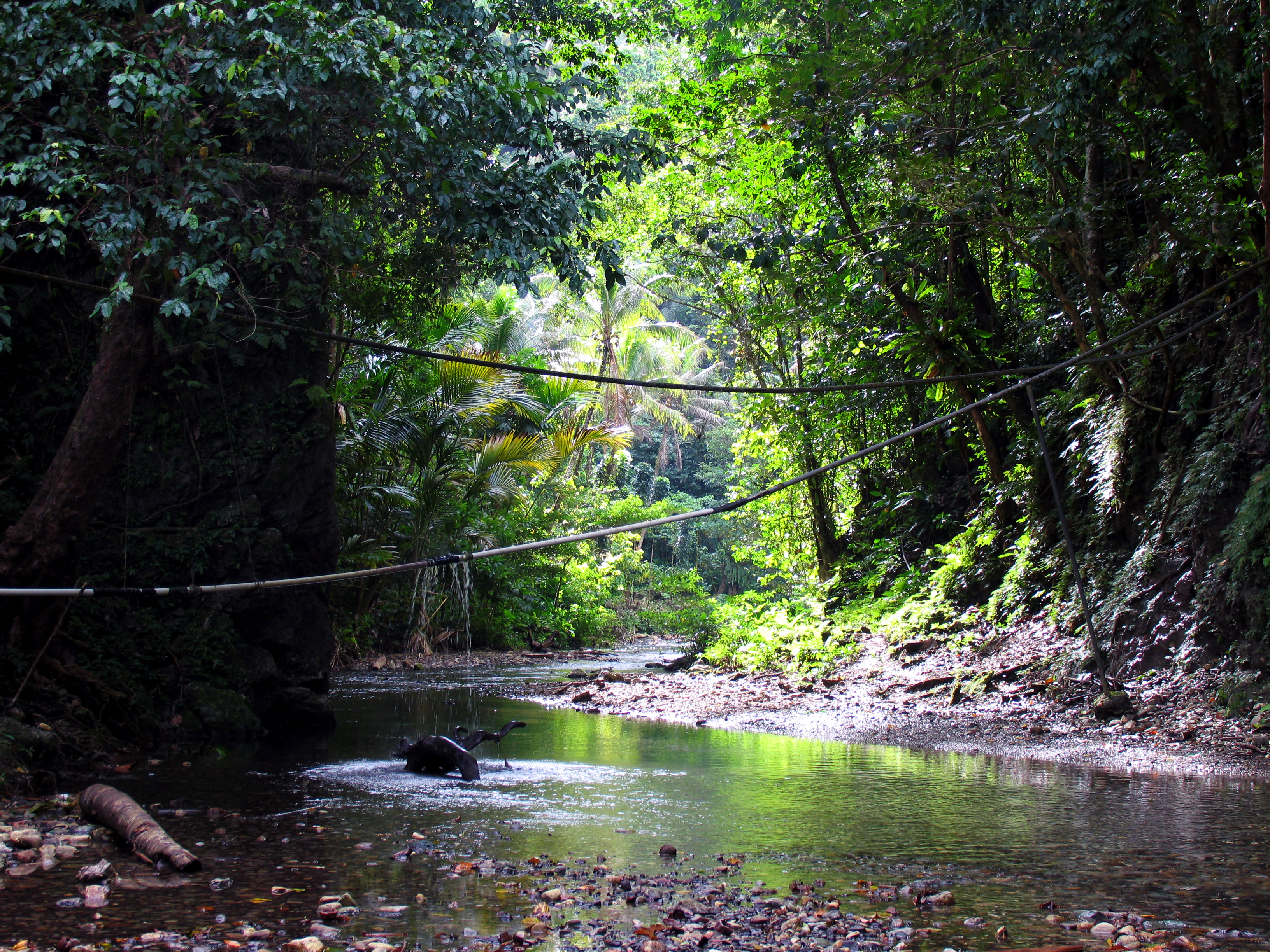
Arten förekommer endast på ön Malaita.

### Släktestillhörighet
Malaitaugglan, liksom närbesläktade makira-, guadalcanal- och salomonugglorna, placerades tidigare bland spökugglorna i släktet Ninox. Genetiska studier har dock visat att de istället är en del av Athene.

## Status
IUCN kategoriserar arten som sårbar.